# Melody (AB Groupe)
Pour les articles homonymes, voir Melody.
Melody est une ancienne chaîne de télévision musicale du Groupe AB ayant émis entre 1996 et 1997.
Elle fusionne rapidement avec Nostalgie la télé ayant le même style de programmation, la musique des années 1960 à 1980.

## Historique
Le Groupe AB lance en décembre 1996, un bouquet de 20 chaines thématiques AB Sat, où Melody est présente comme chaîne musicale du bouquet avec Musique classique, cette dernière diffusant des opéras.
Le 10 avril 1997, le groupe AB lance en partenariat avec Sofirad de RMC, Nostalgie la télé sur AB Sat et Canalsatellite numérique. Elle vise le même public que Melody et la station radio Nostalgie, c'est-à-dire de 25 à 49 ans. Nostalgie la télé remplace Melody.
En 2001, une chaîne nommé Mélody est lancée et diffusée sur l'ensemble des opérateurs.